# 4号弗吉尼亚州州道

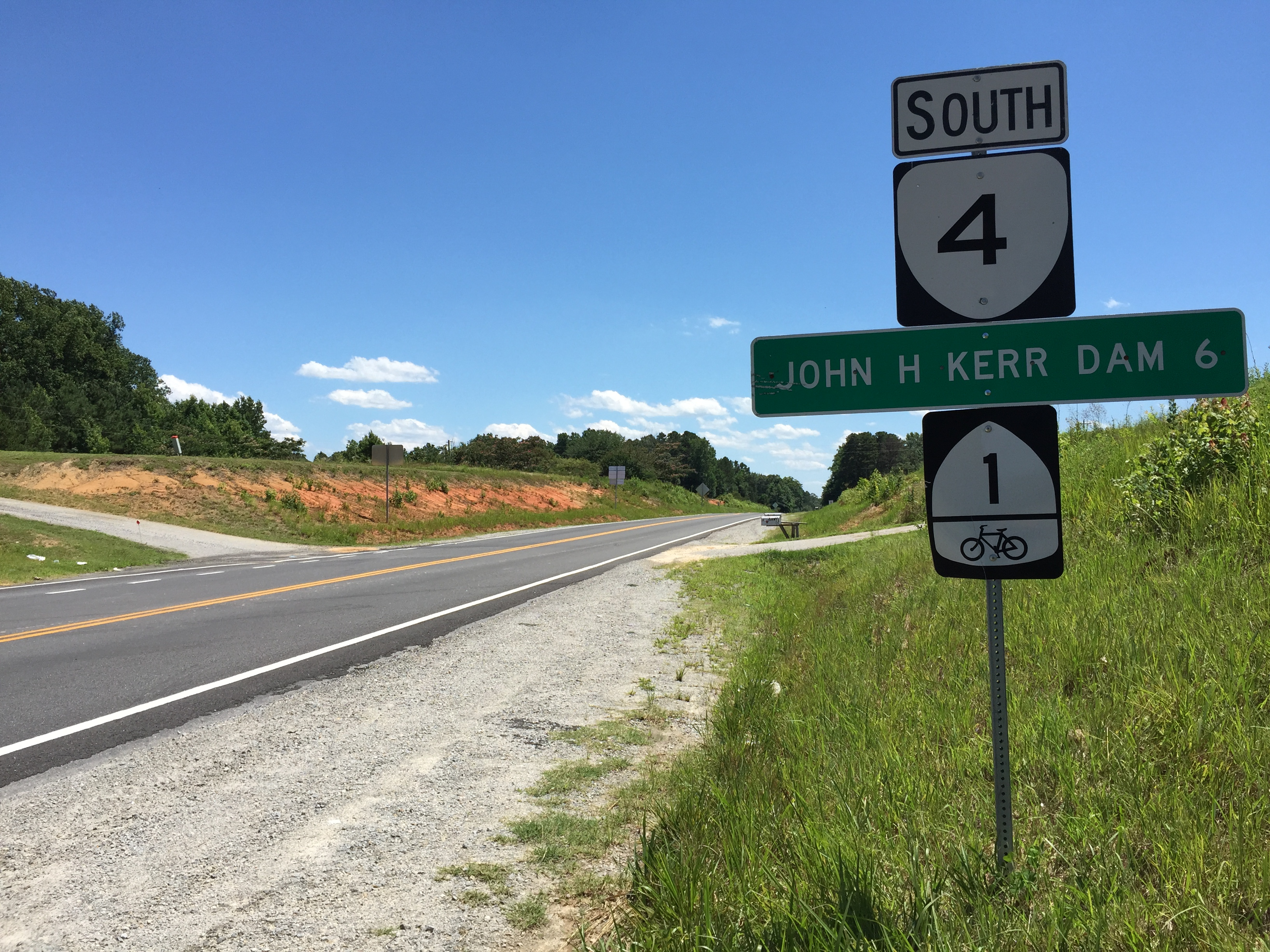

維吉尼亞州4號公路（Virginia State Highway 4）位於美國的維吉尼亞州，是美國國道58的支線之一，於1952年正式啟用，全長17.73公里。起點位於帕尔默温泉，終點位於米德韦。